# Тук-Войний
Тук-Войний (хорв. Tuk Vojni) — населений пункт у Хорватії, в Приморсько-Горанській жупанії у складі громади Мркопаль.

## Населення
Населення за даними перепису 2011 року становило 28 осіб.
Динаміка чисельності населення поселення:

## Клімат
Середня річна температура становить 6,07 °C, середня максимальна – 19,11 °C, а середня мінімальна – -7,01 °C. Середня річна кількість опадів – 1645 мм.
| Клімат поселення                              | Клімат поселення | Клімат поселення | Клімат поселення | Клімат поселення | Клімат поселення | Клімат поселення | Клімат поселення | Клімат поселення | Клімат поселення | Клімат поселення | Клімат поселення | Клімат поселення | Клімат поселення |
| Показник                                      | Січ.             | Лют.             | Бер.             | Квіт.            | Трав.            | Черв.            | Лип.             | Серп.            | Вер.             | Жовт.            | Лист.            | Груд.            |                  |
| Середній максимум, °C                         | 2,77             | 3,07             | 5,51             | 9,20             | 13,99            | 17,73            | 19,11            | 19,09            | 15,45            | 11,17            | 6,17             | 2,46             |                  |
| Середня температура, °C                       | −2,12            | −1,82            | 0,61             | 4,30             | 9,12             | 12,85            | 15,18            | 15,15            | 11,52            | 7,25             | 2,25             | −1,46            |                  |
| Середній мінімум, °C                          | −7,01            | −6,71            | −4,27            | −0,6             | 4,22             | 7,96             | 11,26            | 11,21            | 7,59             | 3,31             | −1,68            | −5,39            |                  |
| Норма опадів, мм                              | 106              | 109              | 125              | 147              | 128              | 143              | 102              | 121              | 148              | 175              | 191              | 150              |                  |
| Середньомісячна швидкість вітру, м/с          | 3.48             | 3.61             | 3.64             | 3.34             | 3.09             | 2.91             | 2.74             | 2.78             | 2.96             | 3.32             | 3.65             | 3.74             |                  |
| Середньомісячна сонячна радіація, кДж/м²·день | 4422             | 7177             | 10408            | 14606            | 18592            | 20133            | 21548            | 18201            | 13569            | 9006             | 4814             | 3698             |                  |
| --------------------------------------------- | ---------------- | ---------------- | ---------------- | ---------------- | ---------------- | ---------------- | ---------------- | ---------------- | ---------------- | ---------------- | ---------------- | ---------------- | ---------------- |
| Джерело:                                      |                  |                  |                  |                  |                  |                  |                  |                  |                  |                  |                  |                  |                  |